# Torre del Colomer
Les restes de la Torre del Colomer, o dels Colomers, estan situades a la vila Peramea, dins de l'antic terme de del mateix nom, a la comarca del Pallars Sobirà.
Són a l'extrem meridional de la vila de Peramea, al sud de la capella de Sant Sebastià i Sant Roc.
Es tracta d'una torre subsidiària del Castell de Peramea, de la qual no es tenen notícies documentals. És una construcció de planta circular, d'un diàmetre de 4 metres i murs de prop d'un metre de gruix. Pel nord està envoltada d'un mur. Cap de les parets s'alça més de dos metres, dins del recinte, però l'amplada dels murs de la torre fan pensar en una construcció d'una alçada considerable. Tot plegat és en bastant mal estat, però permet observar un petit recinte de defensa que tancava la vila de Peramea pel sud.